# (100079) 1992 RZ4
(100079) 1992 RZ4 es un asteroide perteneciente al cinturón de asteroides, descubierto el 2 de septiembre de 1992 por Eric Walter Elst desde el Observatorio de La Silla, Chile.